# Iglesia de San Miguel (Puebla de Valles)
La iglesia de San Miguel es un templo católico situado en la parte alta de la localidad de Puebla de Valles (Guadalajara, España). Se encuentra en la calle de la Iglesia, detrás de un olivo milenario próximo a la fuente pública.

## Descripción

### Planta
Su planta es rectangular en estilo románico rural del siglo XVI, de una sola nave (2) con tramo recto de presbiterio rematado por ábside de cabecera poligonal de tres lados (3) reforzado por grandes contrafuertes y torre-campanario (5) de cuatro plantas, situada en el lado meridional del ábside. 
El templo dispone de portadas en las fachadas sur y oeste. La de poniente (7), de arco de medio punto formada por una arquivolta sin decoración apoyada en jamba lisa, dispone de una escalera que salva el desnivel del suelo respecto a la planta.

El acceso al templo se efectúa por el pórtico Sur (1) de arco de medio punto formado por una arquivolta apoyada sobre jambas lisas, rematada en boceles y listel central finos, está protegido por un atrio (8) que se extiende hasta la torre. 
Fue realizada con sillar de buena calidad, sillarejo y mampostería.
En el interior del templo, se encuentran: una pila benditera, el baptisterio con una interesante pila bautismal (6) y el coro elevado (6).
El templo fue reformado en el siglo XVIII y restaurado en el siglo XX.
|  | 1. Pórtico Sur; acceso al templo. 2. Nave. 3. Presbiterio y ábside. 4. Sacristía. 5. Torre-campanario. 6. Coro elevado. 7. Pórtico oeste. 8. Atrio. 9. Marcas de cantería. 10. (Pila bautismal.) |

### Marcas de cantería
Se han identificado un total de 27 marcas de cantero situadas en el exterior del templo -fachada norte- y 3 de carpintero en el Atrio:
 

| Ubicación     | Ubicación    | Tipo   | Tipo     | Tipo       | Tipo        | Tipo  |
| Zona          | Total signos | Normal | Especial | Ideogramas | Inscripción | Otros |
| ------------- | ------------ | ------ | -------- | ---------- | ----------- | ----- |
| Fachada sur   | 3            |        | 3        |            |             |       |
| Fachada norte | 27           | 21     | 4        | 2          |             |       |

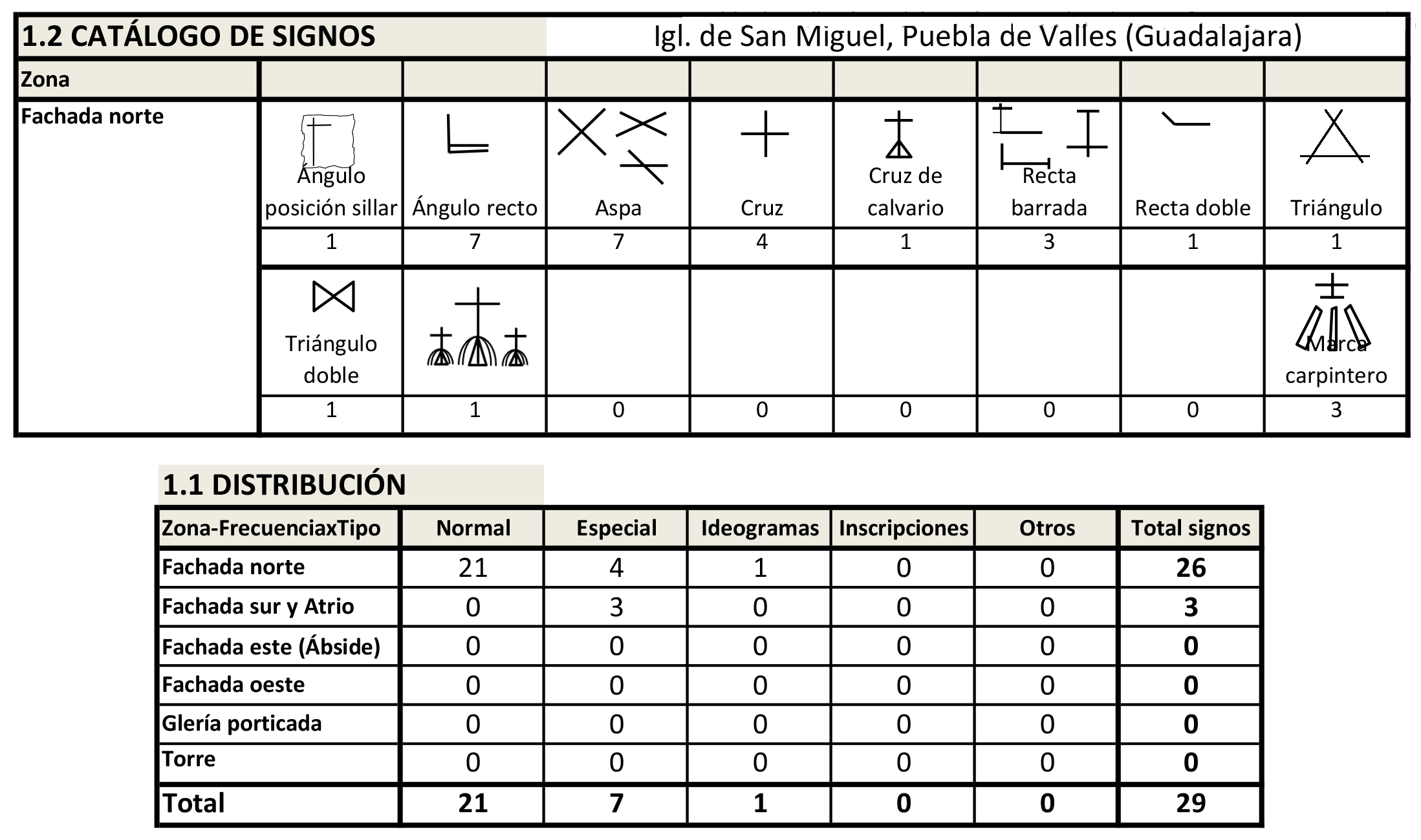
Catálogo de signos lapidarios y de carpintero del templo. Ver Planta.

Como se indica en Marcas de cantero en Puebla de Valles

(...) Las (..marcas..) que tienen forma de L y X, se ven con frecuencia en monumentos de fechas posteriores. Las otras dos marcas (..cruz calvario y latina..) aparecen también en el Monasterio de Bonaval, cuya construcción se realizó entre los siglos XII y XIII. Quizás esto solo signifique que los canteros pertenecían a la misma cofradía, pero en épocas diferentes.

La morfología y dimensiones de los signos en forma de cruz, aspa y algunas en ángulo recto son similares en ambos casos, si bien es preciso considerar que son muy habituales en los templos de la provincia a lo largo de los siglos XII al XIV.
En la misma línea, el signo en ángulo recto (hilada 1, sillar 1, trazo grueso) próximo a la esquina occidental de la fachada norte, coincide con otra identificada en la fachada sur del monasterio franciscano de Tamajón.